# 허스키급 잠수함
라이카급 잠수함(러시아어: Лайка), 허스키급 잠수함으로도 알려져 있는 제식 명칭 프로젝트 677 라이카형 잠수함은 현재 말라키트사가 개발중인 러시아 해군의 차기 핵추진, 모듈러 구조, 5세대 다목적 핵잠수함이다.

## 역사
2014년 12월 16일, 말라키트가 내부적으로 새로운 5세대 핵잠수함을 개발중인 것이 알려졌다. 2016년 3월 17일, 코드네임 허스키가 공개되었고, 2016년 8월 8일, 러시아 국방부가 말라키트사와 새로운 잠수함 개발에 관한 계약을 체결했다. 2018년 4월, 말라키트사의 CEO인 블라디미르 도로페예프가 허스키급 핵잠수함의 초기 설계안이 완성되었다고 발표했다. 1년후, 2019년 4월에 말라키트사는 프로젝트에 새로운 코드네임인 라이카를 부여해 신형 잠수함의 연구개발을 시작했다 발표했다. 
2019년 12월 24일, 모스크바에서 열린 러시아 국방부의 수뇌부 회의에서 프로젝트에 배정된 숫자와 신형 핵잠수함에 대한 몇몇 기술적 특징을 공개했다. 라이카급 잠수함의 초도함은 2027년-2030년까지 건조가 완료될 것으로 보인다.

## 설계
라이카급 잠수함은 모듈 조립의 방식에 따라 탄도 미사일과 순양 미사일을 모두 운용할 수 있어 다목적 핵잠수함과 전략 핵잠수함의 역할을 동시에 수행할 것으로 보인다. 신형 핵잠수함은 현재 러시아 해군이 운용하고 있는 4세대 핵잠수함인 야센급 잠수함보다는 작은 배수량을 가질 것으로 보이며 이중격벽 구조를 채용해 바깥쪽 장갑은 복합 재료로 이루어질 것으로 보인다. 복합 재료는 잠수함 조종면과 추진 시스템에도 사용될 것으로 보인다. 
주무장은 3M-54 클럽과 P-800 오닉스 대함순양미사일과 3M22 지르콘 초음속 순양미사일로 이루어져 있다. 신형 잠수함은 또한 마케예프 로켓 설계국에서 개발중인 MARVed 탄도 미사일을 탑재할 것으로 보인다. 연합조선공사의 회장인 알렉세이 라흐마노프에 의하면 신형 핵잠수함은 주요 장비의 통일성이 매우 커 러시아 국방부의 예산 소모를 상당히 줄일수 있을 것이라 발표했다. 
프로젝트 545 잠수함은 11,340톤의 배수량, 최고 속력 35노트, 90일의 작전 수행기간, 최대 잠항 심도 600미터라는 성능을 가질것으로 예상된다.